# Gustav Sandberg Magnusson
Gustav Sandberg Magnusson, né le 3 février 1992 à Stockholm en Suède, est un footballeur suédois qui évolue au poste de milieu défensif à l'IF Brommapojkarna.

## Biographie

### En club
Né à Stockholm en Suède, Gustav Sandberg Magnusson est formé par l'IF Brommapojkarna. Il joue son premier match en professionnel avec ce club, le 18 juillet 2009, à l'occasion d'une rencontre d'Allsvenskan face au Kalmar FF. Il entre en jeu à la place de Pablo Piñones Arce, et son équipe s'impose par trois buts à un.
Le club est toutefois relégué à l'issue de la saison 2010. Sandberg Magnusson découvre alors la Superettan. Il joue son premier match dans cette compétition le 9 avril 2011, lors de la première journée de la saison 2011 face au Jönköpings Södra IF. Il est titularisé et les deux équipes se neutralisent (1-1 score final).
Le 27 août 2022, Sandberg Magnusson prolonge son contrat avec l'IF Brommapojkarna. Il est alors lié au club jusqu'en décembre 2024.
Il participe à la remontée de l'IF Brommapojkarna à l'issue de la saison 2022, le club étant sacré champion de deuxième division suédoise,.

### En sélection
Gustav Sandberg Magnusson représente l'équipe de Suède des moins de 19 ans jouant un total de deux matchs en 2011.

## Palmarès
IF Brommapojkarna
- Championnat de Suède de D2 (2) :
  - Champion : 2017 et 2022.